# Panterpe insignis
El colibrí insigne o colibrí garganta de fuego (Panterpe insignis) es una especie de ave apodiforme de la familia Trochilidae —los colibríes—, la única perteneciente al género monotípico Panterpe. Es endémico de una pequeña región del sureste de América Central.

## Distribución y hábitat
Está confinada a las tierras altas de Costa Rica y el extremo occidental de Panamá. En Costa Rica, la especie es habitante de las altas montañas de la Cordillera de Guanacaste (Volcán Miravalles), Cordillera de Tilarán, Cordillera Central y Cordillera de Talamanca. En Panamá, está confinada principalmente a las montañas de Chiriquí, pero también a niveles más altos en la vertiente caribeña del país, en el oeste de Bocas del Toro, incluida la cumbre del Cerro Picacho.
Esta especie es considerada de común a abundante en sus hábitats naturales: los bosques montanos siempreverdes, bosques nubosos incluindo los bosques pigmeos, matorrales arbóreos del subpáramo, claros y crecimientos secundarios adyacentes al bosque, y pastizales de tierras altas con muchos árboles remanentes. La especie se encuentra principalmente en el nivel del dosel cuando está dentro del bosque, pero desciende al nivel de los arbustos en los bordes y en los claros adyacentes. En altitudes entre 1400 y 3200 m; parte de la población migra a tierras más bajas fuera de la temporada reproductiva, siendo observado hasta cerca de los 560 m.

## Descripción

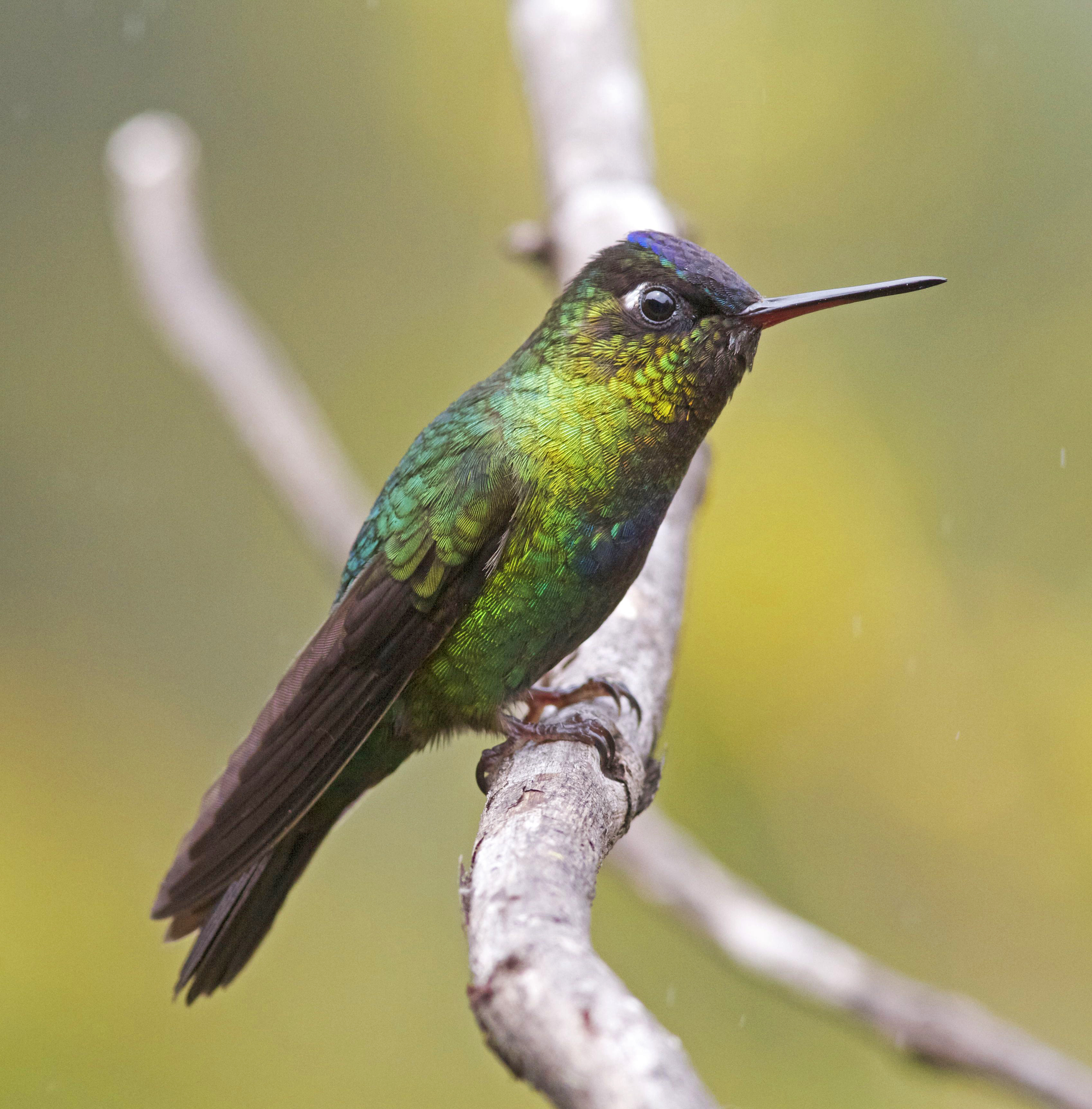
Ejemplar en plumaje sin incidencia de luz.

Mide en promedio 11 cm de longitud y pesa 5,7g. Tiene pico negro recto y patas oscuras. El colibrí insigne adulto tiene plumaje verde brillante en el cuerpo, cola azul, y una mancha blanca detrás del ojo. A menudo se ve oscuro, pero cuando le llega la luz en el ángulo derecho, se ve una corona azul brillante, un color amarillo brillante bordea la garganta anaranjada, y un parche azul en el pecho. Los sexos son similares, pero las aves jóvenes tienen plumaje rojizo en la cabeza. Su llamado es un gorjeo de tono alto.

## Reproducción
Los nidos están sujetados a la punta de un tallo de bambú caído en el interior del bosque o a una raíz colgante bajo la orilla saliente de un corte de carretera, situados a dos a cuatro metros del suelo. El nido es una voluminosa copa de escamas de helechos arborescentes, plumón vegetal y telaraña, muy decorada por fuera con musgo verde y trozos de liquen. La hembra es totalmente responsable de construir los nidos y de la incubación. Pone dos huevos blancos, la incubación toma de 15 a 19 días, y el emplumaje de 20 a 26 días.

## Alimentación
El alimento de esta especie es el néctar, tomado de una gran variedad de flores pequeñas, incluyendo ericáceas, epífitas y bromelias. Al igual que otros colibríes también atrapan pequeños insectos como una fuente esencial de proteínas. El colibrí insigne macho defiende las flores y matorrales en sus territorios de alimentación, y dominan a la mayoría de los colibríes. Ellos, sin embargo, permiten que las hembras compartan sus medios alimenticios. En un estudio reciente sobre las características del néctar en flores silvestres, se encontró que Panterpe insignis posee una marcada preferencia por néctar con una alta concentración de azúcar.

## Sistemática

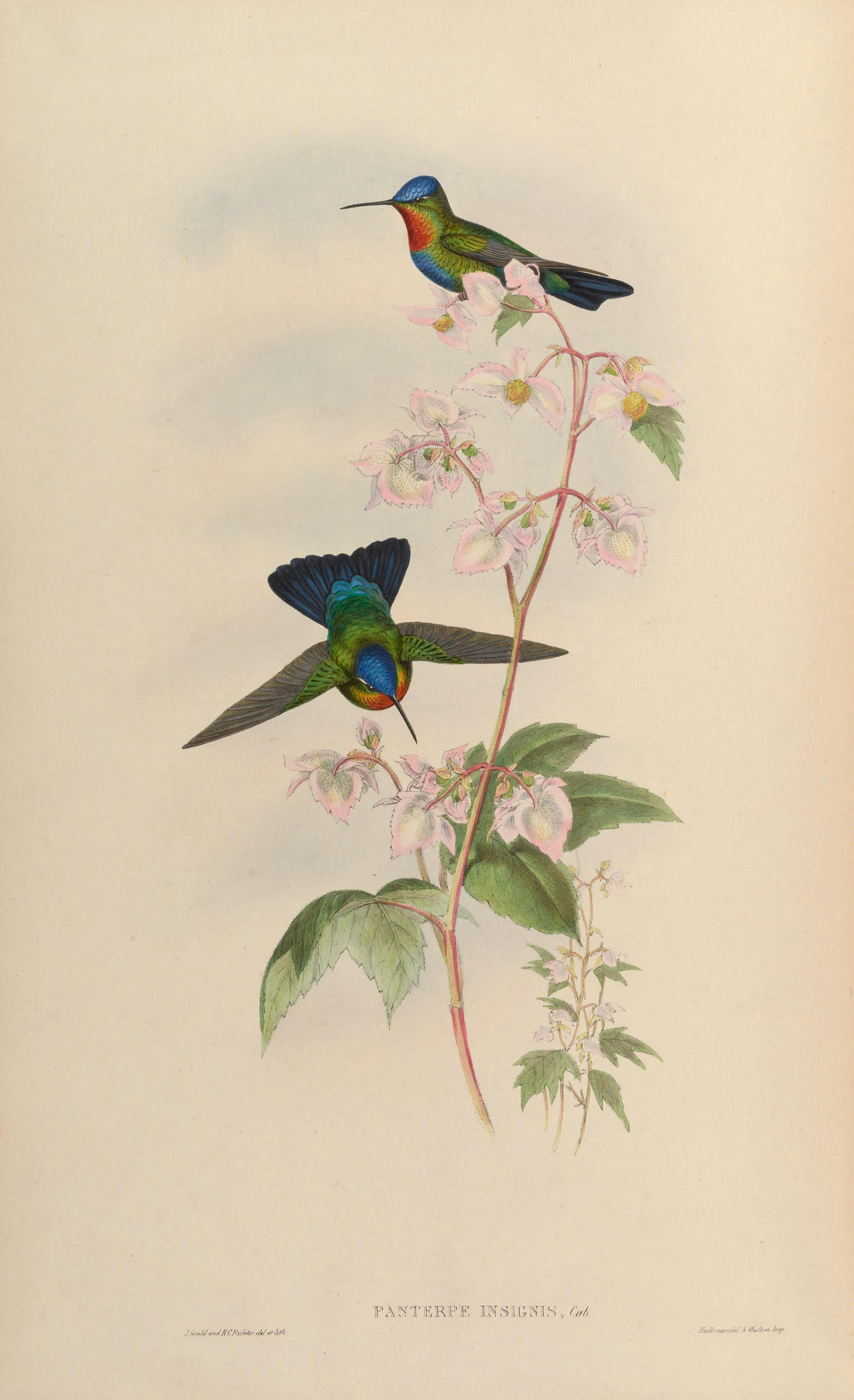
Panterpe insignis, ilustración de Gould y Richter en A monograph of the Trochilidae, or family of humming-birds 5, 1861.

### Descripción original
El género Panterpe y la especie P. insignis fueron descritos por primera vez por los ornitólogos alemanes Jean Cabanis y Ferdinand Heine Jr. en 1860 bajo el mismo nombre científico; su localidad tipo es: «Costa Rica».

### Etimología
El nombre genérico femenino «Panterpe» proviene del griego «panterpēs» que significa ‘todo deleitante’; y el nombre de la especie «insignis», en latín significa ‘extraordinario’, ‘notable’, ‘insigne’.

### Subespecies
Según las clasificaciones del Congreso Ornitológico Internacional (IOC) y Clements Checklist/eBird  se reconocen dos subespecies, con su correspondiente distribución geográfica:
- Panterpe insignis eisenmanni Stiles, 1985 – noroeste de Costa Rica, en la Cordillera de Guanacaste, donde se conoce casi exclusivamente del Cerro Las Nubes.
- Panterpe insignis insignis Cabanis & Heine Jr., 1860 – centro-norte de Costa Rica (Cordillera de Tilarán) al sur hasta el extremo oeste de Panamá (Bocas del Toro, Chiriquí).